# Mariscal Sucre (Carchi)
Mariscal Sucre ist eine Ortschaft und eine Parroquia rural („ländliches Kirchspiel“) im Kanton San Pedro de Huaca der ecuadorianischen Provinz Carchi. Die Parroquia besitzt eine Fläche von 32,83 km². Die Einwohnerzahl lag im Jahr 2010 bei 1383.

## Lage
Die Parroquia Mariscal Sucre liegt in den Anden im Norden von Ecuador. Die kontinentale Wasserscheide durchquert das Verwaltungsgebiet. Der Südwesten fließt über den Río Apaquí zum Río Chota ab. Der Nordosten bildet das Quellgebiet des Río Chinguales, der Quellfluss des Río Aguarico. Im Nordosten erhebt sich der 4079 m hohe Cerro Mirador. Der etwa 3000 m hoch gelegene Hauptort befindet sich 4,5 km südsüdwestlich vom Kantonshauptort Huaca.
Die Parroquia Mariscal Sucre grenzt im Norden an die Parroquia Huaca, im Nordosten an die Provinz Sucumbíos mit der Parroquia El Playón de San Francisco (Kanton Sucumbíos) sowie im Südosten, im Süden und im Westen an die Parroquia Fernández Salvador (Kanton Montúfar).

## Orte und Siedlungen
In der Parroquia gibt es 4 Comunidades: El Porvenir, El Solferino, El Tambo und Loma El Centro. Ferner gibt es 8 Barrios: América, Bellavista, Centenario, Centro, Nueva Colonia, Nuevo Amanecer, San Vicente und Santo Domingo.

## Geschichte
Die Parroquia geht auf die „Colonia Agropecuaria Popular Huaqueña“ im Kanton Tulcán zurück. Am 15. Mai 1992 wurde die Parroquia Mariscal Sucre gegründet. Namensgeber war der südamerikanische Unabhängigkeitskämpfer Antonio José de Sucre. Ende 1995 wurde die Parroquia in den neu geschaffenen Kanton San Pedro de Huaca überführt.